# 月の魔法 (アルバム)
『月の魔法』（つきのまほう）は、尾崎亜美の通算21作目のレギュラーアルバムである。1993年6月2日にポニーキャニオンからリリースされた。
プロデュースは尾崎亜美自身が手掛けている。先行シングル「時の振り子を止めてごらん」とカップリング曲「グルメ天国」を収録。M-1「Graduation 〜扉を抜けて〜」は観月ありさへの提供曲である。

## 収録曲

### CD
| 全作詞・作曲: 尾崎亜美、全編曲: 尾崎亜美、HORN ARRANGEMENTS: HARRY KIM。 |                                 |          |            |      |
| #                                                                        | タイトル                        | 作詞     | 作曲・編曲 | 時間 |
| 1.                                                                       | 「Graduation 〜扉を抜けて〜」   | 尾崎亜美 | 尾崎亜美   | 5:49 |
| 2.                                                                       | 「月の魔法」                    | 尾崎亜美 | 尾崎亜美   | 4:23 |
| 3.                                                                       | 「待ち合わせまで あと5Minutes」 | 尾崎亜美 | 尾崎亜美   | 4:09 |
| 4.                                                                       | 「Frame」                       | 尾崎亜美 | 尾崎亜美   | 4:12 |
| 5.                                                                       | 「時の振り子を止めてごらん」    | 尾崎亜美 | 尾崎亜美   | 5:19 |
| 6.                                                                       | 「And Other Stories」           | 尾崎亜美 | 尾崎亜美   | 5:11 |
| 7.                                                                       | 「グルメ天国」                  | 尾崎亜美 | 尾崎亜美   | 4:02 |
| 8.                                                                       | 「“へるぷみい”のRecipe」        | 尾崎亜美 | 尾崎亜美   | 2:49 |
| 9.                                                                       | 「希望的観測」                  | 尾崎亜美 | 尾崎亜美   | 4:40 |
| 10.                                                                      | 「真夜中の陽だまり」            | 尾崎亜美 | 尾崎亜美   | 5:03 |
| 合計時間:                                                                | 合計時間:                       | 45:37    |            |      |

## シングル

### 概要
アルバム『月の魔法』からの先行シングル。表題曲「時の振り子を止めてごらん」は日本テレビ系「THE 恐竜DINO PARK」のイメージソングとして使用された。

### 収録曲
| 全作詞・作曲・編曲: 尾崎亜美。 |                                                |          |            |      |
| #                              | タイトル                                       | 作詞     | 作曲・編曲 | 時間 |
| 1.                             | 「時の振り子を止めてごらん」                   | 尾崎亜美 | 尾崎亜美   | 5:21 |
| 2.                             | 「グルメ天国」                                 | 尾崎亜美 | 尾崎亜美   | 4:04 |
| 3.                             | 「時の振り子を止めてごらん」(ORIGINAL KARAOKE) | 尾崎亜美 | 尾崎亜美   | 5:19 |

## ミュージシャン
- DRUMS：MICHAEL URBANO
- BASS：RAY OHARA
- GUITARS：BUZZ FEITEN, MICHAEL THOMPSON, RAY OHARA
- KEYBOARDS：MOTOHIRO TOMITA, AMII OZAKI
- SYNTHESIZERS & SEQUENCER PROGRAMMING：HIDEKI MATSUTAKE
- HORN SECTION, ″VINE STREET HORNS″ TRUMPET：HARRY KIM, DAN FORNERO
- SAX：JUSTO ALMARIO
- TROMBONE：ARTURO VELASCO
- BACKGROUND VOCALS：AMII OZAKI, RAY OHARA
- JAPANESE RAPPINGALIEN：MICHAEL URBANO